# Demonoid (торрент-трекер)
Demonoid — частный торрент-трекер, один из крупнейших трекеров в мире, с июля 2019 публичный торрент трекер.

## История
Был основан 21 апреля 2003 года сербом под ником «Deimos». За годы своего существования трекер стал крупнейшим частным трекером в мире. 9 ноября 2007 года сайт закрылся под давлением канадской звукозаписывающей ассоциации. В апреле 2008 года вновь возрождён на серверах украинского провайдера Colocall Ltd. Но, по неизвестным причинам, на него закрыт доступ с украинских IP. Есть предположения, что это сделано для того, чтобы оградить себя от проблем с украинскими властями.
Утром 14 сентября 2009 года сайт снова закрылся. На его официальной странице появилось сообщение: «На сайте произошла потеря всей информации, а человек, способный восстановить её, сейчас не доступен. Как только мы получим его помощь, сайт снова откроется.
Скорее всего, будут потеряны результаты нескольких месяцев напряжённой работы, включая недавно зарегистрированных пользователей и новых торрентов, поскольку бэкап, к которому мы планируем вернуться, устарел. Будьте к этому готовы».
8 октября 2009 года было добавлено: «Если у вас есть торрент с нашего трекера, вы можете добавить эти адреса в ваш бит-торрент-клиент, чтобы ускорить передачу торрента». Далее шёл список из 15 открытых торрент-трекеров.
12 декабря 2009 года трекер возобновил свою работу.
13 декабря 2009 года на сайте было опубликовано объявление: «Сейчас мы тестируем свеженаписанный код. Будем надеяться, что больше отключать сайт не потребуется, но всякое может случиться. Добро пожаловать, мы по вам скучали!»

2 декабря 2010 года на сайте было опубликовано объявление о переезде сайта на новый хостинг, а также просьба к участникам обновить свойства своих торрент-файлов: 
We are in the process of migrating the site to our new address, Demonoid.ME
Please update your torrents to the new tracker address, inferno.demonoid.me
Additionally, you can re download them and get them with the new address automatically Also, don’t forget to update your bookmarks and RSS feeds
7 сентября 2011 года на сайте было опубликовано объявление: «Replacing faulty hw, we’ll be back shortly. Sorry for the inconvenience (Замена неисправного оборудования, мы вернемся в ближайшее время. Извините за причиненные неудобства)». Трекер в это время перестал функционировать. Работа сайта и трекера была возобновлена 11 сентября 2011 года.
6 августа 2012 года сервера demonoid были арестованы украинскими властями и сайт снова закрыт.
13 августа 2012 домены demonoid.com, demonoid.me и demonoid.ph были выставлены на продажу.
12 ноября 2012 трекер вновь заработал.
C 8 мая 2013 трекер доступен по адресу d2.vu. Возможно, это был фишинг.
C 1 апреля 2014 трекер вновь заработал по адресу www.demonoid.pw.
С июля 2018 года трекер недоступен.
C 22 мая 2019 года функционирует по адресу https://www.demonoid.info(недоступная+ссылка) но без сохранения БД пользователей и раздач предыдущего трекера.

## Регистрация
Время от времени регистрация открывается на ограниченный период времени (обычно в начале каждого месяца). Однако можно зарегистрироваться в любое время, если получить приглашение от зарегистрированного пользователя.

## Особенности и политика
Имеются RSS каналы для каждого раздела и их подразделов. Отслеживается и отображается рейтинг скачанного/отданного, но в настоящее время не предпринимается никаких действий в отношении пользователей с низким рейтингом.
Ранее трекер банил пользователей с низким рейтингом, но отказался от этого по причине малой точности системы для некоторых пользователей, например, пользователей с динамическими IP адресами.
Также запрещено размещение вирусов и порнографических материалов.